# Corrida Internacional de São Silvestre de 1968
A Corrida Internacional de São Silvestre de 1968 foi a 44ª edição da prova de rua, realizada no dia 31 de dezembro de 1968, no centro da cidade de São Paulo, a largada aconteceu as 23h50m, a prova foi de organização da Cásper Líbero e A Gazeta Esportiva.
O vencedor foi o belga Gaston Roelants, com o tempo de 24m32, em sua quarta vitória.

## Percurso
Largada: Av. Paulista 900 - Edifício Cásper Líbero - Descida pela Brig. L. Antônio. Chegada: Av. Paulista 900 - Edifício Cásper Líbero - Subida pela Rua da Consolação, com 8.700 metros.

## Resultados

#### Masculino
- 1º Gaston Roelants (Bélgica) - 24m32s

### Participações
- Participantes: 320 atletas
- Chegada: 252 atletas.[3]

## Ligações Externas
- Sítio Oficial (em português)